# Líbano en los Juegos Olímpicos
Líbano en los Juegos Olímpicos está representado por el Comité Olímpico Libanés, creado en 1947 y reconocido por el Comité Olímpico Internacional en 1948.
Ha participado en 19 ediciones de los Juegos Olímpicos de Verano, su primera presencia tuvo lugar en Londres 1948. El país ha obtenido cuatro medallas en las ediciones de verano, dos de plata y dos de bronce.
En los Juegos Olímpicos de Invierno ha participado en 18 ediciones, siendo Sankt-Moritz 1948 su primera aparición en estos Juegos. El país no ha conseguido ninguna medalla en las ediciones de invierno.

## Medallero

### Por edición
| Evento              | Oro | Plata | Bronce | Total |
| ------------------- | --- | ----- | ------ | ----- |
| Londres 1948        | 0   | 0     | 0      | 0     |
| Helsinki 1952       | 0   | 1     | 1      | 2     |
| Melbourne 1956      | –   | –     | –      | –     |
| Roma 1960           | 0   | 0     | 0      | 0     |
| Tokio 1964          | 0   | 0     | 0      | 0     |
| México 1968         | 0   | 0     | 0      | 0     |
| Múnich 1972         | 0   | 1     | 0      | 1     |
| Montreal 1976       | 0   | 0     | 0      | 0     |
| Moscú 1980          | 0   | 0     | 1      | 1     |
| Los Ángeles 1984    | 0   | 0     | 0      | 0     |
| Seúl 1988           | 0   | 0     | 0      | 0     |
| Barcelona 1992      | 0   | 0     | 0      | 0     |
| Atlanta 1996        | 0   | 0     | 0      | 0     |
| Sídney 2000         | 0   | 0     | 0      | 0     |
| Atenas 2004         | 0   | 0     | 0      | 0     |
| Pekín 2008          | 0   | 0     | 0      | 0     |
| Londres 2012        | 0   | 0     | 0      | 0     |
| Río de Janeiro 2016 | 0   | 0     | 0      | 0     |
| Tokio 2020          | 0   | 0     | 0      | 0     |
| París 2024          | 0   | 0     | 0      | 0     |
| TOTAL               | 0   | 2     | 2      | 4     |

| Evento                 | Oro | Plata | Bronce | Total |
| ---------------------- | --- | ----- | ------ | ----- |
| Sankt-Moritz 1948      | 0   | 0     | 0      | 0     |
| Oslo 1952              | 0   | 0     | 0      | 0     |
| Cortina d'Ampezzo 1956 | 0   | 0     | 0      | 0     |
| Squaw Valley 1960      | 0   | 0     | 0      | 0     |
| Innsbruck 1964         | 0   | 0     | 0      | 0     |
| Grenoble 1968          | 0   | 0     | 0      | 0     |
| Sapporo 1972           | 0   | 0     | 0      | 0     |
| Innsbruck 1976         | 0   | 0     | 0      | 0     |
| Lake Placid 1980       | 0   | 0     | 0      | 0     |
| Sarajevo 1984          | 0   | 0     | 0      | 0     |
| Calgary 1988           | 0   | 0     | 0      | 0     |
| Albertville 1992       | 0   | 0     | 0      | 0     |
| Lillehammer 1994       | –   | –     | –      | –     |
| Nagano 1998            | –   | –     | –      | –     |
| Salt Lake City 2002    | 0   | 0     | 0      | 0     |
| Turín 2006             | 0   | 0     | 0      | 0     |
| Vancouver 2010         | 0   | 0     | 0      | 0     |
| Sochi 2014             | 0   | 0     | 0      | 0     |
| Pyeongchang 2018       | 0   | 0     | 0      | 0     |
| Pekín 2022             | 0   | 0     | 0      | 0     |
| TOTAL                  | 0   | 0     | 0      | 0     |

### Por deporte
Deportes de verano
| Evento       | Oro | Plata | Bronce | Total |
| ------------ | --- | ----- | ------ | ----- |
| Halterofilia | 0   | 1     | 0      | 1     |
| Lucha        | 0   | 1     | 2      | 3     |
| TOTAL        | 0   | 2     | 2      | 4     |